# Alexandre Santchik
Alexandre Semionovitch Santchik (en russe : Александр Семёнович Санчик), né en 1966, est un officier russe, commandant de la 35e armée combinée du district militaire est depuis 2020, avec le grade de lieutenant-général.

## Biographie
De 1985 à 1989, Santchik est un cadet de l'École de commandement de blindés de Tachkent. En 2000, il est diplômé de l'Académie interarmes des Forces armées de la fédération de Russie, puis en 2017 de l'Académie militaire de l'état-major général des Forces armées de la fédération de Russie.
Il sert en tant que commandant de la 27e brigade de fusiliers motorisés de la Garde (2013-2014), puis de la 2e division de fusiliers motorisés de la Garde (2014-2015).
De 2015 à 2017, il est étudiant à la faculté de sécurité nationale et de défense de l'État, à l'Académie militaire de l'état-major général des Forces armées de la fédération de Russie.
Il participe à l'intervention militaire russe en Syrie. De 2017 à 2020, il devient commandant adjoint de la 58e armée combinée du district militaire sud et, depuis septembre 2020, il commande la 35e armée combinée du district militaire est.
Le 26 novembre 2024, il prend le commandement du groupe Sud.